# Hart to Hart
Hart to Hart (no Brasil: Casal 20) foi uma série de televisão americana que foi ao ar entre 1979 e 1984, totalizando 110 episódios. A série, criada pelo romancista Sidney Sheldon, foi um enorme sucesso de audiência.
Atualmente é exibida na Rede Brasil de Televisão para transmissão na TV aberta brasileira.

## Sinopse
É protagonizada pelo casal rico e simpático Jonathan (Robert Wagner) e Jennifer Hart (Stefanie Powers) que ao invés de aproveitar a vida em sua mansão viaja com seu dinheiro combatendo crimes, deixando de lado seu emprego em sua firma. Além dele e sua mulher, participavam também o mordomo Max (Lionel Stander) e seu cachorro Freeway, que viajavam pelo mundo solucionando casos de espionagem e assassinatos.